# Distinción entre uso y mención
En filosofía, lógica y gramática, la distinción entre uso y mención es la distinción entre usar una palabra (o frase), y mencionarla. La distinción puede ser ilustrada así:
- Juan tiene cuatro años.
- «Juan» tiene cuatro letras.

La primera oración es acerca de la persona Juan. La palabra «Juan» está siendo usada para referir a una persona, a Juan. La segunda oración, en cambio, es acerca de la palabra «Juan». La palabra «Juan» está siendo mencionada en tanto signo o palabra, y no para referir a una persona.
Cuando se menciona una palabra (o frase) en el lenguaje escrito, generalmente se lo indica encerrándola entre comillas, o escribiéndola en letra cursiva.

## Historia de la distinción
La filosofía antigua y la escolástica ya tenían en cuenta esta distinción, cuando se hablaba de la suppositio terminorum, la cualidad de los términos o palabras de suponer-se, es decir de ponerse en lugar de o sustituir de alguna manera al objeto al que hacen referencia. Se distinguía entre la suppositio formalis, que equivaldría al uso; y la suppositio materialis, que equivaldría a la mención.
En la lógica aristotélica, la aplicación de esta distinción era perfectamente conocida. Por ejemplo, considérese el siguiente silogismo:
«Caballo» tiene tres sílabas.
Rocinante es un caballo.
Por lo tanto, Rocinante tiene tres sílabas.
Este silogismo es inválido, porque tiene cuatro términos. Pero, aparentemente, el término caballo se presta a ser considerado como término medio, si no tenemos en cuenta la distinción señalada, obteniendo, evidentemente, una conclusión falsa. En la primera premisa caballo es una suppositio materialis mientras que en la segunda es suppositio formalis.
Sin embargo, no fue sino hasta el trabajo de Gottlob Frege que la cuestión empezó a recibir una atención más constante, que se mantiene hasta la actualidad.

## Metalenguaje y lenguaje objeto
Se llama metalenguaje al lenguaje que se usa para hablar acerca de otro lenguaje, al que se llama lenguaje objeto. El lenguaje objeto y el metalenguaje pueden no diferir (por ejemplo, cuando se usa al español para hablar acerca del español mismo), pero eso puede generar paradojas como la paradoja del mentiroso. Cuando se habla acerca de un lenguaje objeto usando un metalenguaje, las expresiones del lenguaje objeto se mencionan, no se usan. Por ejemplo, si se está hablando acerca del inglés por medio del español, entonces al decir «“red” es el nombre de un color», se está mencionando una palabra del inglés, «red» (que en español se traduce como «rojo»), y se está diciendo una verdad acerca de esa palabra. La palabra «red» no es, en este caso, una palabra del español. Si lo fuera, entonces la oración sería falsa.

## Concepto semántico de verdad
La distinción entre metalenguaje y lenguaje objeto permitió a Alfred Tarski formular una teoría semántica de la verdad. Según Tarski, la verdad de un enunciado en un lenguaje objeto se debe declarar siempre desde un metalenguaje, o de lo contrario se cae en paradojas semánticas como la paradoja del mentiroso. Por ejemplo, dada una oración como «la nieve es blanca», si se quiere declarar su verdad, se debe escribir algo como lo siguiente:
«La nieve es blanca» es verdadera.
Se ve como la oración en cuestión está siendo mencionada, no usada. Mientras la oración está expresada en el lenguaje objeto, la declaración de su verdad se hace desde el metalenguaje.